# 은밀한 거래
은밀한 거래(영어: The Dogs Of War)는 1980년 개봉한 미국의 영화이다.

## 한국판 성우진(KBS)
- 이규화 - 쉐논(크리스토퍼 월켄)
- 장광 - 드류(톰 베린저)
- 박상일 - 엔디언(휴 밀라이스)
- 성병숙 - 제시(조베스 윌리엄스)
- 김창주 - 오코예 박사(윈스톤 쇼나)
- 홍승섭 - 보비(조지 해리스)
- 이봉준 - 덱스터
- 윤기황 - 마이클
- 김정호 - 소령
- 임은정 - 가브리엘(매기 스콧)